# Аржанов Володимир Олександрович
Володи́мир Олекса́ндрович Аржа́нов (нар. 29 листопада 1985, Запоріжжя, Українська РСР, СРСР) — український футболіст, півзахисник. Відомий виступами у складі таких українських футбольних клубів, як «Металург» (Запоріжжя), «Арсенал» (Київ) та «Волинь», а також у складі молодіжної збірної України. За час свої кар'єри у складі цих команд Володимир ставав фіналістом кубку України в розіграші 2005–2006 років, а також півфіналістом цього ж змагання в розіграші 2013–2014 років.

## Життєпис

### Клубна кар'єра
Володимир Олександрович Аржанов народився 29 листопада 1985 року в українському місті Запоріжжі однойменної області. Вихованець запорізького футболу, навчався в місцевій СДЮШОР футбольного клубу «Металург». На той час у цій школі навчалося багато футболістів, що згодом перейшли у професіональний футбол, зокрема, Антон Гай тощо. Першим тренером юного футболіста став Микола Миколайович Роздобудько. Із 2002 року, коли Володимир ще вчився в десятому класі школи, футболіст почав залучатися до складу дублювального складу команди запорізького клубу, де став капітаном команди, а вже з осені 2004 року до основного складу «Металурга». Головним тренером команди на той час був Валерій Яремченко. Володимир дебютував у Вищій лізі чемпіонату України 11 листопада 2004 року у грі проти дніпропетровського «Дніпра», що закінчилася з рахунком 1:1. Однак регулярне місце в основному складі команди Аржанов почав отримувати лише з початком сезону 2007–2008 років. Поступово став ключовим гравцем півзахисту запорізького клубу.
6 січня 2011 року разом із партнером по команді Володимиром Польовим підписав контракт із київським «Арсеналом». У новій команді відразу посів місце в основному складі команди, проте вже з початком нового сезону 2012–2013 років утратив місце основного гравця й виходив лише на заміни. У серпні 2012 року Аржанов був відданий в оренду до кінця року в луцьку «Волинь», де до кінця року зіграв у 15 матчах команди, у яких забив чотири голи, після чого повернувся до складу «канонірів». Згодом Володимир став капітаном столичної команди. Восени 2013 року «каноніри» знялися зі змагань.
Футболістом цікавилося кілька команд, зокрема луганська «Зоря» та одеський «Чорноморець», однак Аржанов, на правах вільного агента, підписав контракт з одеською командою, який набув чинності 1 січня 2014 року. На той час «моряків» головував Роман Григорчук, з яким Володимир уже зустрічався, граючи у запорізькому «Металурзі». Однак, якщо у складі «козаків» тренер не відпрацював і року, то одеський клуб Григорчук очолював з кінця 2010 року. Вивівши команду з Першої ліги до елітного дивізіону, тренер за два роки зумів підняти її на міжнародний рівень. Восени 2013 року, перед приходом Володимира до клубу, «Чорноморець» у дебютному для себе розіграші Ліги Європи 2013—2014 років пройшов із другого кваліфікаційного раунду до групового етапу, де забезпечив собі «єврокубкову весну» 2014 року. За словами футболіста, у нього було декілька різних пропозицій від різних клубів, як українських так й іноземних, однак після особистої розмови з головним тренером «моряків» Володимир вирішив приєднатися до його команди. До того ж у ній виступав ще колишній одноклубник Аржанова — основний воротар та капітан команди Дмитро Безотосний. Згодом мав долучитися до команди Євген Опанасенко, а також ще один уродженець Запоріжжя Олексій Гай.
У січні 2015 року підписав річний контракт із клубом казахської ліги «Атирау». У січні 2017 року став гравцем клубу «Кайсар».
9 лютого 2019 року ФК «Чорноморець» (Одеса) офіційно оголосив, що Володимир Аржанов вдруге став гравцем команди.

#### Статистика виступів

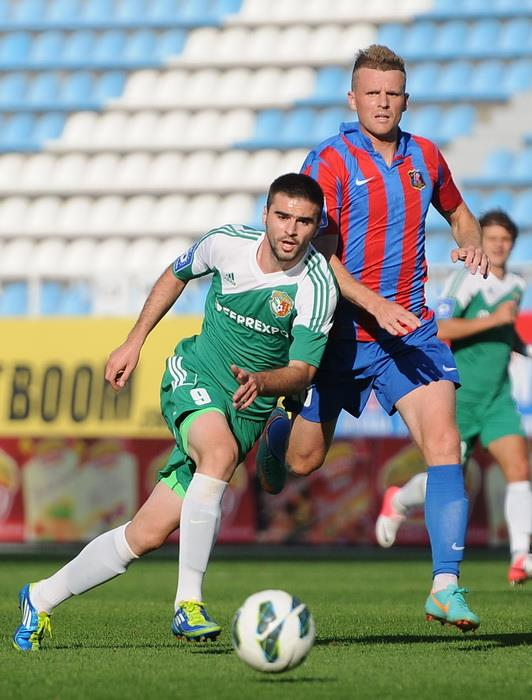
Аржанов (праворуч) у складі київського «Арсеналу» під час матчу з полтавською «Ворсклою». 24 серпня 2013 року.

| Клуб                                                                         | Ліга              | Сезон             | Чемпіонат | Чемпіонат | Чемпіонат | Кубок | Кубок | Кубок | Інші змагання | Інші змагання | Інші змагання | Інші змагання | Всього | Всього | Всього |
| Клуб                                                                         | Ліга              | Сезон             | Ігри      | Голи      | ГП        | Ігри  | Голи  | ГП    | Назва         | Ігри          | Голи          | ГП            | Ігри   | Голи   | ГП     |
| ---------------------------------------------------------------------------- | ----------------- | ----------------- | --------- | --------- | --------- | ----- | ----- | ----- | ------------- | ------------- | ------------- | ------------- | ------ | ------ | ------ |
| «Чорноморець» О                                                              | ПЛ                | 14-15             | 1         | 0         | 1         | 0     | 0     | 0     | —             | —             | —             | —             | 1      | 0      | 1      |
| «Чорноморець» О                                                              | ПЛ                | 13-14             | 11        | 1         | 0         | 2     | 0     | 0     | —             | —             | —             | —             | 13     | 1      | 0      |
| «Чорноморець» О                                                              | Всього            | Всього            | 12        | 1         | 1         | 2     | 0     | 0     |               | —             | —             | —             | 14     | 1      | 1      |
| «Волинь»                                                                     | ПЛ                | 12-13             | 12        | 4         | 3         | 2     | 0     | 0     | ПД            | 1             | 0             | ?             | 15     | 4      | 3      |
| «Волинь»                                                                     | Всього            | Всього            | 12        | 4         | 3         | 2     | 0     | 0     |               | 1             | 0             | ?             | 15     | 4      | 3      |
| «Арсенал» К                                                                  | ПЛ                | 13-14             | 13        | 2         | 2         | 1     | 0     | 0     | —             | —             | —             | —             | 14     | 2      | 2      |
| «Арсенал» К                                                                  | ПЛ                | 12-13             | 12        | 5         | 6         | 1     | 0     | 0     | ПД            | 1             | 0             | ?             | 14     | 5      | 6      |
| «Арсенал» К                                                                  | ПЛ                | 11-12             | 12        | 1         | 0         | 2     | 0     | 0     | МП            | 3             | 0             | ?             | 17     | 1      | ?      |
| «Арсенал» К                                                                  | ПЛ                | 10-11             | 11        | 2         | 1         | 1     | 0     | 0     | —             | —             | —             | —             | 12     | 2      | 1      |
| «Арсенал» К                                                                  | Всього            | Всього            | 48        | 10        | 9         | 5     | 0     | 0     |               | 4             | 0             | ?             | 57     | 10     | 9      |
| «Металург» З                                                                 | ПЛ                | 10-11             | 16        | 2         | 1         | 3     | 0     | 0     | ПД            | 2             | 0             | ?             | 21     | 2      | 1      |
| «Металург» З                                                                 | ПЛ                | 09-10             | 28        | 7         | 2         | 2     | 1     | 0     | ПД            | 1             | 0             | ?             | 31     | 8      | 2      |
| «Металург» З                                                                 | ПЛ                | 08-09             | 26        | 3         | 2         | 1     | 0     | 0     | ПД            | 1             | 0             | ?             | 28     | 3      | 2      |
| «Металург» З                                                                 | ВЛ                | 07-08             | 27        | 2         | 1         | 1     | 0     | ?     | ПД            | 1             | 1             | ?             | 29     | 3      | 1      |
| «Металург» З                                                                 | ВЛ                | 06-07             | 4         | 0         | 1         | 1     | 0     | ?     | ПД            | 14            | 1             | ?             | 19     | 1      | 1      |
| «Металург» З                                                                 | ВЛ                | 05-06             | 5         | 1         | ?         | 2     | 0     | ?     | ПД            | 16            | 3             | ?             | 23     | 4      | ?      |
| «Металург» З                                                                 | ВЛ                | 04-05             | 3         | 0         | ?         | 0     | 0     | 0     | ПД            | 17            | 1             | ?             | 20     | 1      | ?      |
| «Металург» З                                                                 | Всього            | Всього            | 109       | 15        | 7         | 10    | 1     | ?     |               | 52            | 6             | ?             | 172    | 22     | 7      |
| «Металург-2» З                                                               | 2Л                | 04-05             | 3         | 0         | ?         | 0     | 0     | 0     | —             | —             | —             | —             | 3      | 0      | ?      |
| «Металург-2» З                                                               | 2Л                | 03-04             | 22        | 1         | ?         | 0     | 0     | 0     | —             | —             | —             | —             | 22     | 1      | ?      |
| «Металург-2» З                                                               | 2Л                | 02-03             | 10        | 0         | ?         | 0     | 0     | 0     | —             | —             | —             | —             | 10     | 0      | ?      |
| «Металург-2» З                                                               | 2Л                | 01-02             | 5         | 1         | ?         | 0     | 0     | 0     | —             | —             | —             | —             | 5      | 1      | ?      |
| «Металург-2» З                                                               | Всього            | Всього            | 40        | 2         | ?         | 0     | 0     | ?     |               | —             | —             | —             | 40     | 2      | ?      |
| Всього за кар'єру                                                            | Всього за кар'єру | Всього за кар'єру | 221       | 32        | 20        | 19    | 1     | ?     |               | 57            | 6             | ?             | 298    | 39     | 20     |
| 2Л; — друга ліга; ВЛ — вища ліга; ПД — першість дублерів; ПЛ — Прем'єр-ліга. |                   |                   |           |           |           |       |       |       |               |               |               |               |        |        |        |
| Останнє оновлення 29 липня 2014                                              |                   |                   |           |           |           |       |       |       |               |               |               |               |        |        |        |

### Збірна
2005 року викликався до лав молодіжної збірної команди України U-20, у складі якої тричі виходив на поле в офіційних матчах і брав участь у молодіжному чемпіонаті світу 2005 року. Того ж року провів п'ять ігор у складі молодіжної збірної України.

## Титули та досягнення
«Металург» Запоріжжя:
- Фіналіст кубка України: 2005/06

«Чорноморець» Одеса:
- Півфіналіст кубка України: 2013/14